# Siderno 1911
L'Associazione Sportiva Dilettantistica Siderno 1911, meglio conosciuta come Siderno, è una società calcistica italiana con sede nella città reggina di Siderno. Milita in Prima Categoria, settimo livello del campionato italiano di calcio.

## Storia

### Gli albori
Il calcio a Siderno nasce nel 1911, con la fondazione dell'A.S. Juventus Siderno. Le maggiori fortune calcistiche di questa squadra sono state negli anni trenta-quaranta, quando la locale squadra militava nel campionato di Serie C/B. Dopo la forzata interruzione dei campionati a causa della seconda guerra mondiale, il ritorno della pace segnava anche il ritorno del gioco del calcio; in quegli anni la compagine locale militava nel campionato di Serie D ed il presidente era Francesco Romeo, già dirigente della Reggina. Nel 1962 Siderno vinse il titolo di Campione d'Italia per la categoria Allievi. In seguito, in memoria dell'operato del Presidente Francesco Romeo, veniva attribuito il suo nome al campo, anche conosciuto con il nome di Campo Vecchio, che aveva conosciuto i successi di quella squadra. Francesco Romeo non è stato l'unico dirigente ad onorare il nome calcistico di Siderno; Mimmo Cataldo, ad esempio, è stato direttore sportivo di squadre militanti in Serie A, tra le quali il Lecce. Nel periodo 1960-1970 la squadra calcistica di Siderno si chiamava Juve Siderno: factotum di quella società era Franco Diano; questi si ritirò dopo la carriera che lo aveva visto calcare anche i campi di Serie C, assunse le vesti di presidente e allenatore sia della prima squadra che del settore giovanile.

### L' A.C. Siderno
Nella metà degli anni settanta alcuni sidernesi, tra i quali Filippo Sgambelluri, Pino Reale, Damiano Verteramo e Enzo Leonardo, fondavano un'altra squadra, l'A.C. Siderno, della quale Direttore sportivo era Francesco Barillaro. In quegli anni la tifoseria sidernese era divisa e si assisteva a derby stracittadini anche delle squadre giovanili. Dopo alcuni anni l'A.C. Siderno diventava la prima squadra di Siderno mentre la Juve Siderno chiudeva i battenti. L'A.C. Siderno aveva intrapreso la sua esperienza calcistica partendo dal campionato di Terza Categoria sotto la guida dell'indimenticato Renzo Guerrieri.
Attraverso una serie di  promozioni consecutive era riuscita ad ottenere la promozione in Serie D (anche detta Interregionale) dopo gli spareggi contro la Vigor Lamezia (a Castrovillari) e la Morrone (a Catanzaro). Anche in Serie D la dirigenza dell'A.C. Siderno ha cercato, attingendo calciatori da tutta Italia, di allestire organici capaci di portare Siderno nel calcio professionistico.

### L'A.S. Jonica Siderno
L'attuale Associazione Sportiva Jonica Siderno ha iniziato la sua avventura calcistica nel 1980 con la denominazione di A.C. Campagna. Nella prima metà degli anni novanta la squadra ha iniziato a scalare categorie. Dopo aver cambiato denominazione, passando da A.C. Campagna a F.C. Jonica, nel giro di pochi anni, sotto la presidenza dell'On. Cosimo Cherubino e sotto la guida dell'allenatore Gaetano Mazzone, vinceva molti campionati ottenendo anche tre promozioni consecutive. Nel campionato 1995-1996 militava in Promozione. Al termine di quel campionato si rendeva necessaria la disputa dello spareggio contro la Vibonese per stabilire chi delle due dovesse essere promossa. Lo spareggio si disputava a Palmi il 19 maggio 1996. Qui la F.C. Jonica, forte dei suoi 4.000 tifosi al seguito, vinceva 1-0 con gol di Pelle e approdava in Eccellenza Calabria. Nello stesso anno l'A.C. Siderno, dopo le imprese e le ambizioni degli anni precedenti, incontrava un periodo di difficoltà economica e abbandonava la scena. Così, a partire dalla stagione calcistica 1997-1998 la F.C. Jonica era l'unica squadra a rappresentare la città di Siderno. La dirigenza decideva di cambiare nuovamente la denominazione della squadra in modo da farne risultare la città di appartenenza: la F.C. Jonica diventava così Associazione Sportiva Jonica Siderno. Nel campionato 1998-1999, sotto la guida di mister Figliomeni e l'opera del Direttore tecnico Avv. Antonio Tassone, anche l'A.S.J. Siderno riusciva a conquistare la promozione in Serie D. Tuttavia, nel 2000, nel secondo campionato di Serie D, conosceva quella che è stata la prima retrocessione della sua storia.
Nella stagione calcistica 2007-2008 dopo sette anni di militanza nel campionato di Eccellenza calabrese, l'A.S.J. Siderno terminava la regular season al quint'ultimo posto, finendo così a disputare i play-out per la salvezza con il Cutro.
Persi i play-out, la squadra è retrocessa nel campionato di Promozione calabrese.
Nella stagione calcistica 2009-2010 il Siderno centra i play-off ma non riesce ad arrivare alla fase finale.

### A.S.D Real Siderno e A.S.D. Città Di Siderno 1911
Nella stessa stagione sportiva in città venne fondata l'ASD Real Siderno che, iscritta al campionato di terza categoria, centra la promozione di categoria. In estate il titolo del Siderno è in vendita e viene acquistato dai dirigenti del Real Siderno e da altri soci della Città con l'intenzione di fondare un'unica società sportiva e dare una nuova prospettiva alla città, società denominata A.C.D. Siderno 1911.
In questa stagione (2010-2011) con l'avvento della nuova società, si posiziona al 2º posto in Promozione, conquistando poi allo spareggio play-off contro il San Lucido il salto di categoria in Eccellenza. Nella stagione 2010-2011 si classifica al 9º posto. Nella stagione successiva (2012-2013) cambia sigla passando da "A.C.D." ad "A.S.D. Siderno 1911", si classifica al 16º posto, retrocedendo direttamente nel campionato di Promozione.
La stagione 2013-2014 ha visto la compagine sidernese disputare un campionato conclusosi con una nuova retrocessione, questa volta nel campionato di Prima Categoria. Con il cambio di presidenza, l'ingresso di nuovi soci, e il ritorno di alcuni storici dirigenti, c'è un altro cambio di denominazione sociale in A.S.D. Città di Siderno 1911. Nella stagione regolare (2014/15) chiude al 2º posto in classifica, conquistando il ritorno nel campionato di Promozione Calabria battendo per 1-0 il Parenti nella gara valevole per gli spareggi play-off. L'anno dopo (2015/16) si classifica al 2º posto in classifica poi ripescato nel campionato di Eccellenza. La stagione (2016/17) si classifica all'8º posto nel Campionato di Eccellenza.
Nel campionato 2017-2018, dopo un lungo testa a testa per la promozione in Serie D con il Locri, chiude il campionato al quarto posto in classifica. Ai play-off promozione viene eliminato dal Castrovillari.
In estate cambia ragione sociale in A.S.D. Jonica Siderno, riprendendo la denominazione che ha accompagnato in sodalizio dalla metà degli anni novanta fino al 2010.
Al termine del campionato 2018-2019 il sodalizio in crisi retrocede in Promozione. In estate rinuncia all'iscrizione al successivo torneo, entrando a far parte del nuovo Comprensorio Jonico con la Vallata del Torbido di Mammola e con un gruppo di sportivi di Marina di Gioiosa Jonica.

### A.S.D. Siderno 1911
Successivamente, tifosi  con lo scopo di proseguire la tradizione sportiva legata al nome del Siderno, fondano l'A.S.D. Siderno 1911, ripartendo dalla Terza Categoria.
La stagione 2019-2020 si conclude con la vittoria del campionato di terza e con la conseguente promozione in seconda categoria. La stagione 2020-2021 nel campionato di Seconda Categoria disputa le prime due giornate, ma poi vengono sospesi i campionati. Ad ottobre 2021 viene ripescata nel campionato di Prima Categoria, a cui partecipa per la stagione sportiva 2021-2022, nella quale centra la salvezza, così come nella successiva stagione 2022-2023.Nelle successive stagioni 2023-2024 e 2024-2025 si classifica sempre al 13° posto salvandosi al primo turno dei play-out.

### A.S.D. Città Di Siderno
Mentre il Siderno 1911 progetta il prossimo campionato di Prima Categoria, sotto il sole caldo di Agosto 2022, nasce una nuova realtà calcistica a Siderno, A.S.D. Jonica Siderno 1980, la quale è composta da un mix di ex dirigenti e soci, già conosciuti per aver portato il Siderno in categorie molto più alte, come l'Eccellenza o la Serie D. Iscritta al campionato di Terza Categoria, centra subito il salto di categoria, approdando in Seconda Categoria. Nella stagione 2023/2024 cambia organigramma societario e la denominazione sociale in ASD Città Di Siderno. Nella stagione 2023/24 la ASD Città di Siderno vince il campionato di seconda categoria ed approda in prima categoria. A conclusione di una brillante stagione conquista anche la Supercoppa Provinciale. Nella stagione 2024-2025 partecipa al Campionato di Prima Categoria Girone D classificandosi al 4° posto.

## Cronistoria
- 2022 - Nasce L'ASD Jonica Siderno 1980 che l'anno successivo cambia denominazione in ASD Città di Siderno
- 2022-2023 1° in Terza Categoria
- 2023-2024  1° in Seconda Categoria
- 2023-2024 Vincitrice Super Coppa Provinciale
- 2024-2025 4° in Prima Categoria
- 2025-2026 ?? In Prima Categoria

## Colori e simboli

### Colori
I colori della maglia del Siderno sono il bianco e l'azzurro.

### Simboli ufficiali

#### Stemma
Il simbolo attuale della società raffigura in una sfera lo stemma della città di Siderno.

## Strutture

### Stadio
Il Siderno gioca le sue partite casalinghe allo Stadio Filippo Raciti, inaugurato nel 1983 in sostituzione dell'allora campo da giuoco, denominato Campo Vecchio.

## Società

### Sponsor
Lo sponsor ufficiale è Caffè Santacroce, mentre lo sponsor tecnico Ready.

## Palmarès

### Competizioni regionali
- Eccellenza: 1

1998-1999
- Promozione: 1

1995-1996 (girone B)
- Prima Categoria: 1

1962-1963 (girone B)
- Super Coppa Regione Calabria: 1

1998-1999
- Coppa Italia Dilettanti Calabria: 1

1991-1992

### Competizioni giovanili
- Campionato Allievi Nazionali: 1

1961-1962 (come S.S. Juventus Siderno)
- Campionato Juniores Regionali: 1

2006-2007

### Altri piazzamenti
- Eccellenza:

Terzo posto: 1996-1997, 1997-1998
- Promozione:

Secondo posto: 2010-2011 (girone B), 2015-2016 (girone B)
Terzo posto: 2008-2009 (girone B)

## Statistiche e record

### Partecipazione ai campionati
| Livello | Categoria                 | Partecipazioni | Debutto   | Ultima stagione | Totale |
| ------- | ------------------------- | -------------- | --------- | --------------- | ------ |
| 3º      | Serie C                   | 3              | 1938-1939 | 1942-1943       | 3      |
| 4º      | Serie D                   | 7              | 1963-1964 | 1969-1970       | 7      |
| 5º      | Campionato Interregionale | 7              | 1983-1984 | 1989-1990       | 9      |
| 5º      | Serie D                   | 2              | 1999-2000 | 2000-2001       | 9      |

## Tifoseria
Il Siderno gode da sempre di un ottimo numero di tifosi, e fin dagli anni '60 esistono i primi raggruppamenti organizzati allo stadio e nei ritrovi cittadini. Nel 1983 nasce l'uragano biancoazzurro che ha per simbolo l'indiano. Nei primi anni '90 si ha un passaggio generazionale: gli eredi dell’uragano ‘83 formano il gruppo Ultra’ Siderno che dopo due anni modificherà la propria denominazione in Ultra’ Vecchia Guardia, mantenendo lo storico simbolo dell'indiano. Ad oggi uno dei gruppi più longevi esistenti. Altri gruppi, i Fedelissimi 99, nati da una costola della Vecchia Guardia, per anni sino all'anno 2000 seguirono la squadra in buon numero. Dal 2014 nasce un nuovo gruppo gli AP VM Antiche Passioni che raccoglie nuove leve e un gruppo di giovani allontanatasi dalla Vecchia Guardia per divergenze di vedute e le Vecchie Maniere, composto da chi già in passato aveva fatto parte dei Fedelissimi 99 e con un'età media maggiore rispetto agli AP. Il simbolo usato da questo gruppo è rappresentato da Andicap e agli striscioni tradizionali hanno preferito l'utilizzo di pezze in stile inglese. Gli stessi, espongono in ogni occasioni anche una pezza in onore di tutti i diffidati (inizialmente Diffidati con noi, poi sequestrata e che ha lasciato il posto a Assenti Presenti). Hanno al loro interno un direttivo ed un codice ultras ben preciso nonché un vero dress code che preferisce i colori scuri (nero e blu scuro) ai colori sociali bianco azzurri.

### Gemellaggi e rivalità
La rivalità più forte vissuta dalla tifoseria sidernese è quella con la tifoseria del Locri; rivalità questa, che si traduce anche in ambito sociale, visto il forte campanilismo tra i due comuni confinanti, dando vita così ad uno dei derby più sentiti della regione. 
Gemellaggi: Non esistono gemellaggi ma risulta esserci una forte amicizia tra il gruppo AP VM e i ragazzi della Curva Nord Crotone - storici eredi della Gioventù Pitagorica - una delle colonne portanti del tifo Crotonese, con i quali vi è un continuo scambio di visite ufficiali e non, e un piccolo rapporto d’amicizia con la tifoseria della palmese a loro volta rivali dei locresi.